# 比雷埃夫斯—普拉提鐵路
比雷埃夫斯－皮拉提鐵路（希臘語：Σιδηροδρομική γραμμή Πειραιά - Θεσσαλονίκης）是一條連結阿提卡和希臘北部以及歐洲其他地區的複線電氣化鐵路，全長471公里。此線連接希臘首都雅典及北部城市塞薩洛尼基。北端終點站位於普拉提站，可轉乘塞薩洛尼基－比托拉鐵路。在南端，此線在阿卡尼斯鐵路中心連接雅典機場－基亞圖鐵路。

## 外部連結
- OSE （页面存档备份，存于）